# Saxifraga lhommei
Saxifraga lhommei är en stenbräckeväxtart som beskrevs av Coste och Soulie. Saxifraga lhommei ingår i Bräckesläktet som ingår i familjen stenbräckeväxter. Inga underarter finns listade i Catalogue of Life.